# Angel Island Army
Angel Island Army (AIA) är Rögle BK:s inofficiella supporterklubb. Angel Island Army, även förkortat AIA, anordnar bland annat resor till Rögle BK:s bortamatcher, tar fram souvenirer och ger årligen ut ett fanzine. AIA för även supportrarnas talan i media samt i diskussioner med Rögle BK.
Begreppet Angel Island Army myntades runt 1989 och var namnet på den grupp supportrar som följde Rögle BK på såväl hemma- som bortaplan och beteckningen AIA har allt sedan dess inbegripit Rögles klack. År 2002 konstituerades supporterföreningen AIA, med devisen Comis et Fortis - Trevliga och (röst)starka.
AIA har vid två tillfällen utsetts till Sveriges bästa hockeyklack. Klacken använder sig bara av riktiga röster och förkastar helt exempelvis klackar som använder sig av trummor då de anser att detta försämrar upplevelsen av matchen. Klacken tar även avstånd från bland annat musik i spelpauserna.

## AIA:s Junior
Är en utmärkelse som AIA delar ut för att uppmärksamma Rögles juniorverksamhet. Priset tilldelas den junior som utvecklats mest under säsongen och som visar ett stort hjärta för Rögle BK. I juryn finns representanter från Angel Island Army, Rögle BK samt klubbens juniortränare.
Vinnare av AIA:s Junior
- 2022 – Marco Kasper

- 2021 – Linus Sjödin

- 2020 – Samuel Johannesson
- 2019 – Nils Höglander
- 2018 – Samuel Jonsson
- 2017 – Simon Ryfors
- 2016 – Mathias From
- 2015 – Filip Karlsson
- 2014 – Niklas Hansson
- 2013 – Daniel Zaar
- 2012 – Jakob Lilja
- 2011 – Alexander Lindqvist-Hansen

## Jackes grönvita hjärtan
Jackes grönvita hjärtan instiftades av Angel Island Army inför säsongen 2015-2016 i Jakob Johanssons namn när "Jacke" valde att avsluta karriären efter 16 säsonger i klubben.
Priset går till en privatperson, ledare eller organisation som på något sätt bidragit med sitt engagemang på läktaren, sitt ledarskap, eller på något annat sätt lyft fram Rögle som klubb.